# Lúky pod Besníkom
Lúky pod Besníkom este o arie protejată (arie specială de conservare — SAC, sit de importanță comunitară — SCI) din Slovacia întinsă pe o suprafață de 83,83 ha, integral pe uscat.

## Localizare
Centrul sitului Lúky pod Besníkom este situat la coordonatele 48°51′18″N 20°13′13″E / 48.855136°N 20.220277°E.

## Înființare
Situl Lúky pod Besníkom a fost declarat sit de importanță comunitară în aprilie 2004 pentru a proteja un număr necunoscut de specii din flora spontană și fauna sălbatică aflate în arealul zonei. Situl a fost protejat și ca arie specială de conservare în martie 2004.

## Biodiversitate
Situată în ecoregiunea alpină, aria protejată conține 5 habitate naturale: Mlaștini alcaline, Liziere de ierburi înalte hidrofile de câmpie și de nivel montan până la alpin, Mlaștini turboase de tranziție și turbării mișcătoare, Fânețe de joasă altitudine (Alopecurus pratensis, Sanguisorba officinalis), Formațiuni ierboase bogate în specii de Nardus, dezvoltate pe substraturi silicioase în zone montane (și în zone submontane, în Europa continentală).
La baza desemnării sitului se află un număr nedeclarat de specii protejate.
Pe lângă speciile protejate, pe teritoriul sitului au mai fost identificate 14 specii de plante, 1 specie de amfibieni.